# دتش ديتز
دتش ديتز (بالإنجليزية: Dutch Dietz)‏ هو لاعب كرة قاعدة أمريكي، ولد في 9 فبراير 1912 في سينسيناتي في الولايات المتحدة، وتوفي في 29 أكتوبر 1972 في بومونت في الولايات المتحدة.

## وصلات خارجية
- دتش ديتز على موقع دوري كرة القاعدة الرئيسي (الإنجليزية)
- دتش ديتز على موقعبيزبول رفرنس.كوم (الدوري الرئيسي) (الإنجليزية)
- دتش ديتز على موقعبيزبول رفرنس.كوم (الدوري الثانوي) (الإنجليزية)